# Centro urbano de Pucallpa

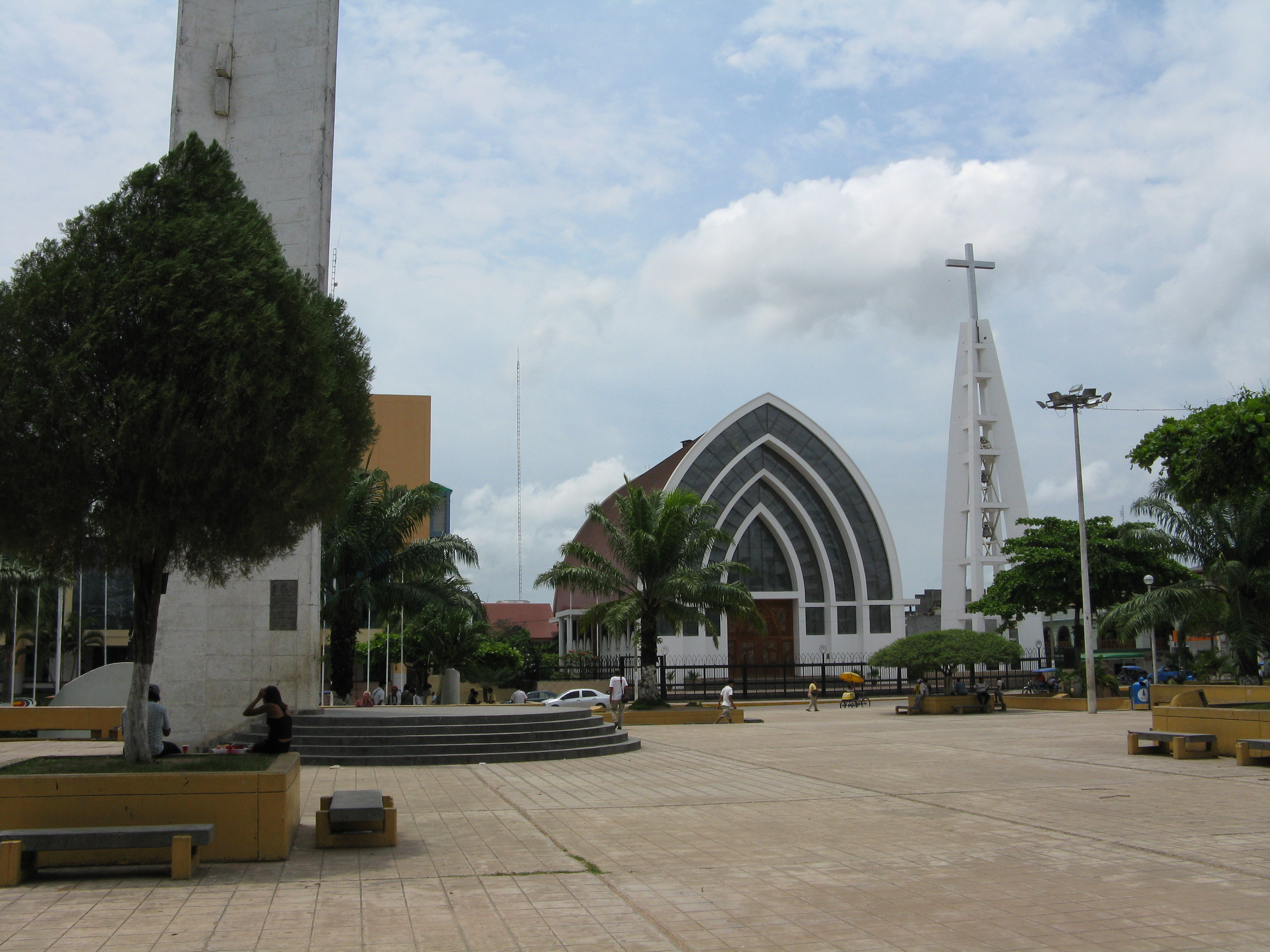
Plaza central de la ciudad.

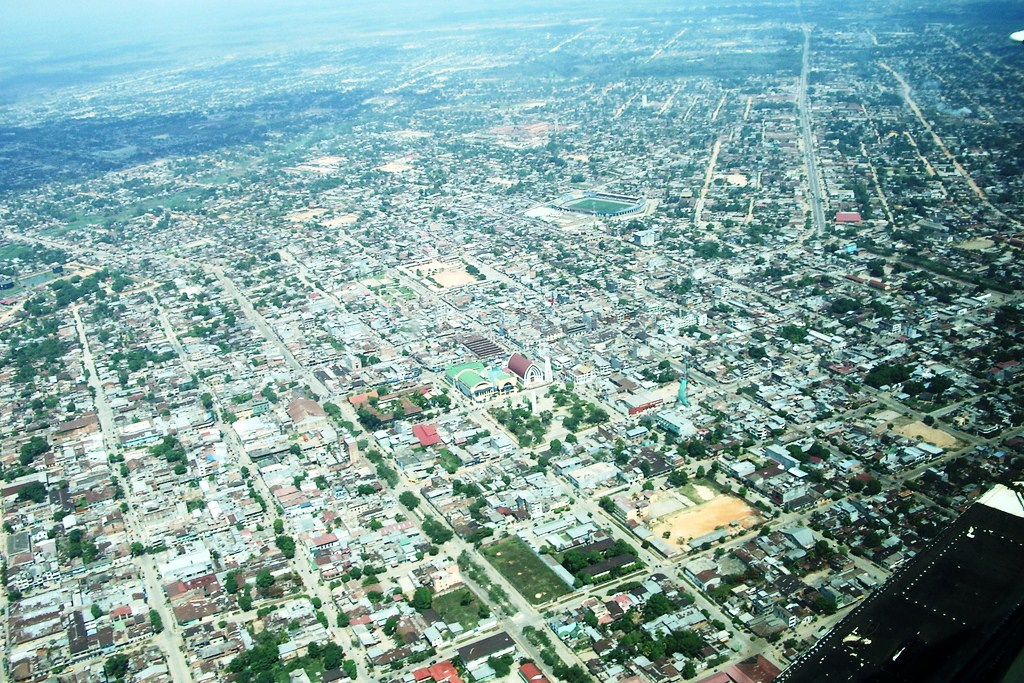
El núcleo urbano hacia el suroeste.

El centro urbano de Pucallpa (conocido como área urbana de Pucallpa) es dentro del territorio de esa homónima ciudad, 
ubicada en el departamento de Ucayali. Principalmente se concentra el comercio marítimo, político y demográfico de la localidad. En ello es sede principal de las dos administraciones: la provincial y la regional.
Esa área central es la cuna de la colonización de Pucallpa desde el río Ucayali en el siglo XIX. Desde la conurbación con la ciudad de Puerto Callao (capital del distrito yarinense) se dividió libremente por lo que se decidió pertenecer  al distrito de Callería.

## Geografía
La geografía limita con algunas calles: al oeste con el jirón 7 de Junio; al norte, la avenida Sáenz Peña; el este limita con Inmaculada; y el sur, es el puerto de la plaza Grau en 9 de diciembre.